# John Etchemendy
John W. Etchemendy (nascido em 1952, Reno, Nevada) é o décimo segundo e atual reitor da Universidade Stanford. Ele sucedeu John L. Hennessy no posto em primeiro de setembro de 2000.
John Etchemendy recebeu seus títulos de bacharel e mestre na universidade de Nevada, Reno antes de ganhar seu PhD em filosofia em Stanford em 1982.
Ele tem sido um membro do corpo docente do Departamento de filosofia de Stanford desde 1983 e antes foi um membro do corpo docente do Departamento de filosofia na universidade de Princeton. Ele é também um membro do corpo docente do programa de sistemas simbólicos de Stanford e pesquisador sênior no centro para estudo de linguagem e informação.
Os interesses das pesquisar de Etchemendy's incluem lógica, semântica e a filosofia de linguagem. Ele desafiou visões ortodoxas nas noções centrais da verdade, consequência lógica e verdade lógica. Seu livro mais conhecido, O conceito da consequência lógica (1990, 1999), critica amplamente a aceitação da análise da consequência lógica de Alfred Tarski. O mentiroso: um ensaio sobre a verdade e a circularidade (1897, 1992), co-autoria com o falecido Jon Barwise desenvolveu uma conta formal do paradoxo do mentiroso modelado usando uma versão da teoria dos conjuntos incorporando a chamada Anti-fundação axiomática.
O recente trabalho de Etchemendy foi focado no papel dos diagramas e outras formas não-linguísticas de representação no raciocínio. Seu último livro, escrito com Jon Barwise, é: Linguagem, prova e lógica (2000,2006), um popular livro-texto introdutório sobre lógica. Ele também desenvolveu várias partes do programa de computador incluindo o Turing's World, Tarski's World, Fitch e Hyperproof, um programa que permite que os computadores deem um suporte ao processo de raciocínio.
Em Stanford, Etchemendy serviu como diretor do centro para o estudo da linguagem e informação de 1990 até 1993, decano associado sênior na Faculdade de humanidade e ciências de 1993 ate 1997 e presidente do Departamento de filosofia de 1998 até 2000.
Ele é um membro da Associação Filosófica Americana, em conselhos editoriais de Síntese e filosofia matemática e ex-editor do jornal de lógica simbólica. Sua esposa é a escritora Nancy Etchemendy e eles tem um filho chamado Max Etchemendy.